# Gesundheitsministerium (Italien)

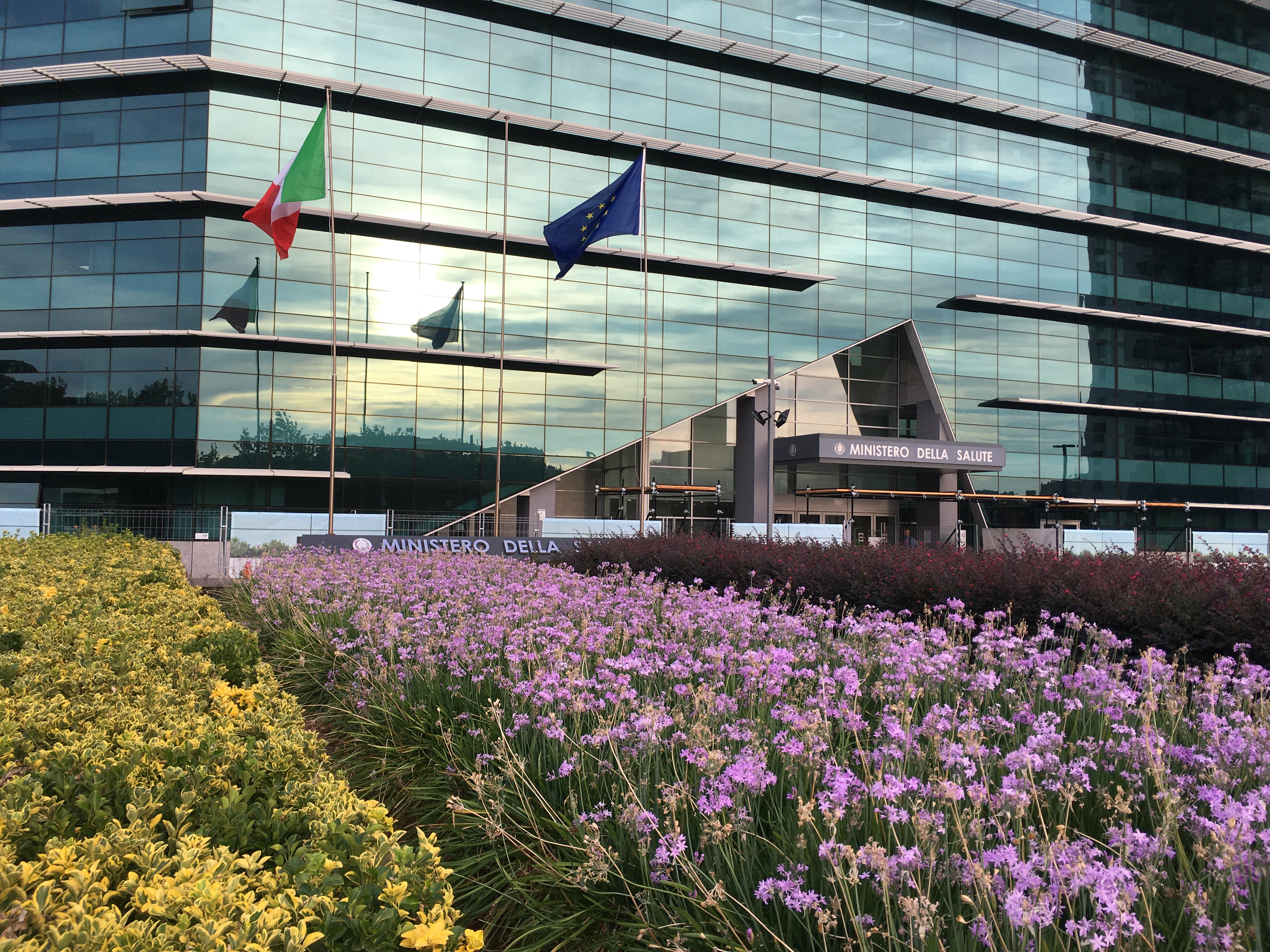
Hauptsitz des Ministeriums an der Viale Giorgio Ribotta, 5 in Rom

Das italienische Gesundheitsministerium (italienisch Ministero della Salute) ist eines der Ministerien der italienischen Regierung. Das Ministerium hat in Rom zwei Dienstsitze: Die politische Führung befindet sich am Lungotevere Ripa am rechten Tiberufer, gegenüber der Tiberinsel, die Ministerialverwaltung hat ihren Sitz im Stadtteil EUR. Amtierender Gesundheitsminister ist Orazio Schillaci.

## Aufgaben
Das italienische Gesundheitssystem besteht in erster Linie aus dem Nationalen Gesundheitsdienst (Servizio Sanitario Nazionale). Obwohl die Bezeichnung eine nationale Organisation nahelegt, sind in diesem Bereich fast ausschließlich die italienischen Regionen zuständig. Das Ministerium übernimmt Grundsatzaufgaben wie die nationale Gesundheitsplanung und koordinierende Aufgaben. In seinem Zuständigkeitsbereich vertritt das Ministerium Italien auf internationaler und europäischer Ebene, insbesondere bei der Weltgesundheitsorganisation und bei der Europäischen Arzneimittelagentur.

## Organisation
Die politische Führung besteht aus dem Minister und aus ein oder zwei Staatssekretären. Letztere sind in Italien keine Beamte, sondern Politiker. Amtschef des Ministeriums und damit oberster Verwaltungsbeamter ist ein Generalsekretär. Das Ministerium untergliedert sich in einen Leitungsbereich und in zwölf Abteilungen (Direzioni Generali; Stand 2021). Periphere Dienststellen befinden sich vor allem an Häfen und Flughäfen, wo sie insbesondere die Einschleppung bestimmter Krankheiten verhindern sollen. Dem Ministerium ist ein Sonderkommando der Carabinieri zugeordnet, das in den Bereichen Verbraucherschutz und Gesundheitswesen überwachend und strafverfolgend tätig ist. Das Ministerium beaufsichtigt das Italienische Rote Kreuz, das Forschungsinstitut Istituto superiore di sanità, die Arzneimittelbehörde AIFA und andere Einrichtungen.

## Geschichte
Von 1861 bis 1958 war das Innenministerium für das Gesundheitswesen zuständig. Der Gesundheitsabteilung des Ministeriums unterstanden Gesundheitsämter auf der Ebene der Provinzen und Gemeinden sowie einige andere besondere Dienststellen. 1945 wurde beim Ministerratspräsidium ein Gremium für Grundsatzangelegenheiten des Gesundheitswesens eingerichtet. Aus diesem Gremium und Teilen des Innenministeriums entstand im Jahr 1958 das „Sanitätsministerium“ (Ministero della Sanità). Mit der Gesundheitsreform von 1978 wurde der „Nationale Sanitätsdienst“ eingeführt, an dessen Spitze das Sanitätsministerium stand. Mit der schrittweisen Übertragung zahlreicher Kompetenzen an die Regionen verblieben dem Ministerium im Wesentlichen nur mehr Grundsatz- und Koordinierungsaufgaben. Eine Reform der italienischen Ministerialbürokratie (Rifoma Bassanini) sah 1999 die Zusammenlegung des Ministeriums mit dem für Arbeit und Soziales vor. 2001 entstand es als Gesundheitsministerium wieder, 2008 wurden die beiden Ministerien wieder fusioniert, 2009 dann wieder geteilt.